# سپیدار چینی
سپیدار چینی (نام علمی: Populus adenopoda)، گونه‌ای از صنوبر است که در مناطق نیمه‌گرمسیری چین یافت می‌شود. درختان می‌توانند حداکثر به ارتفاع ۳۰ متر برسند و در دامنه‌های کوه در ارتفاعات ۳۰۰ تا ۲۵۰۰ متر یافت می‌شوند. از چوب درختان در ساخت‌وساز و تولید مبلمان و همچنین چوب، ابزار کشاورزی و خمیر چوب استفاده می‌شود.